# Podalonia atrocyanea
Podalonia atrocyanea is een vliesvleugelig insect uit de familie van de langsteelgraafwespen (Sphecidae). De wetenschappelijke naam van de soort is voor het eerst geldig gepubliceerd in 1849 door Eversmann.